# Şarapsa Han
Koordinaten: 36° 35′ 17,5″ N, 31° 52′ 16″ O

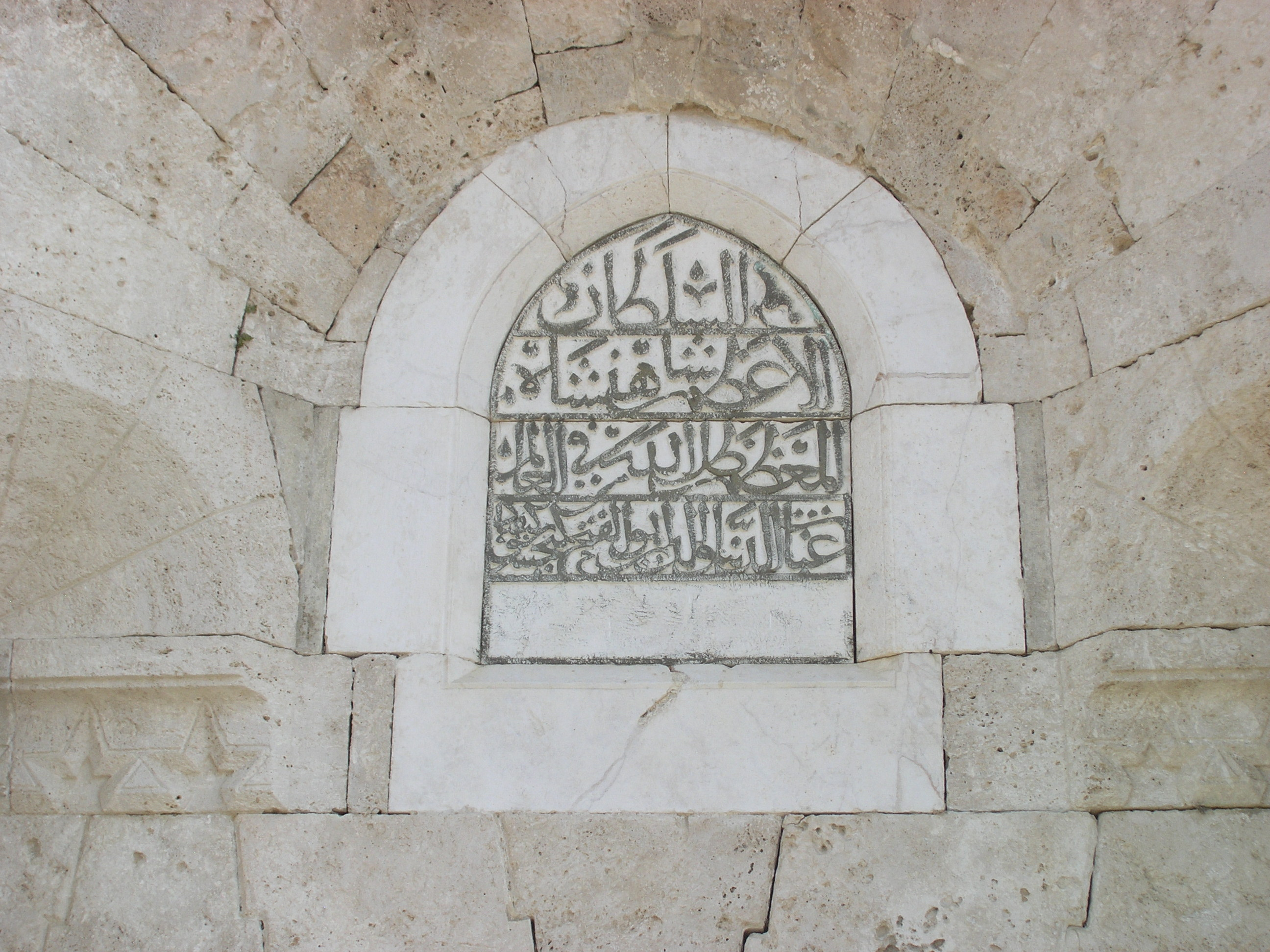
Stifter-Inschrift über dem Portal

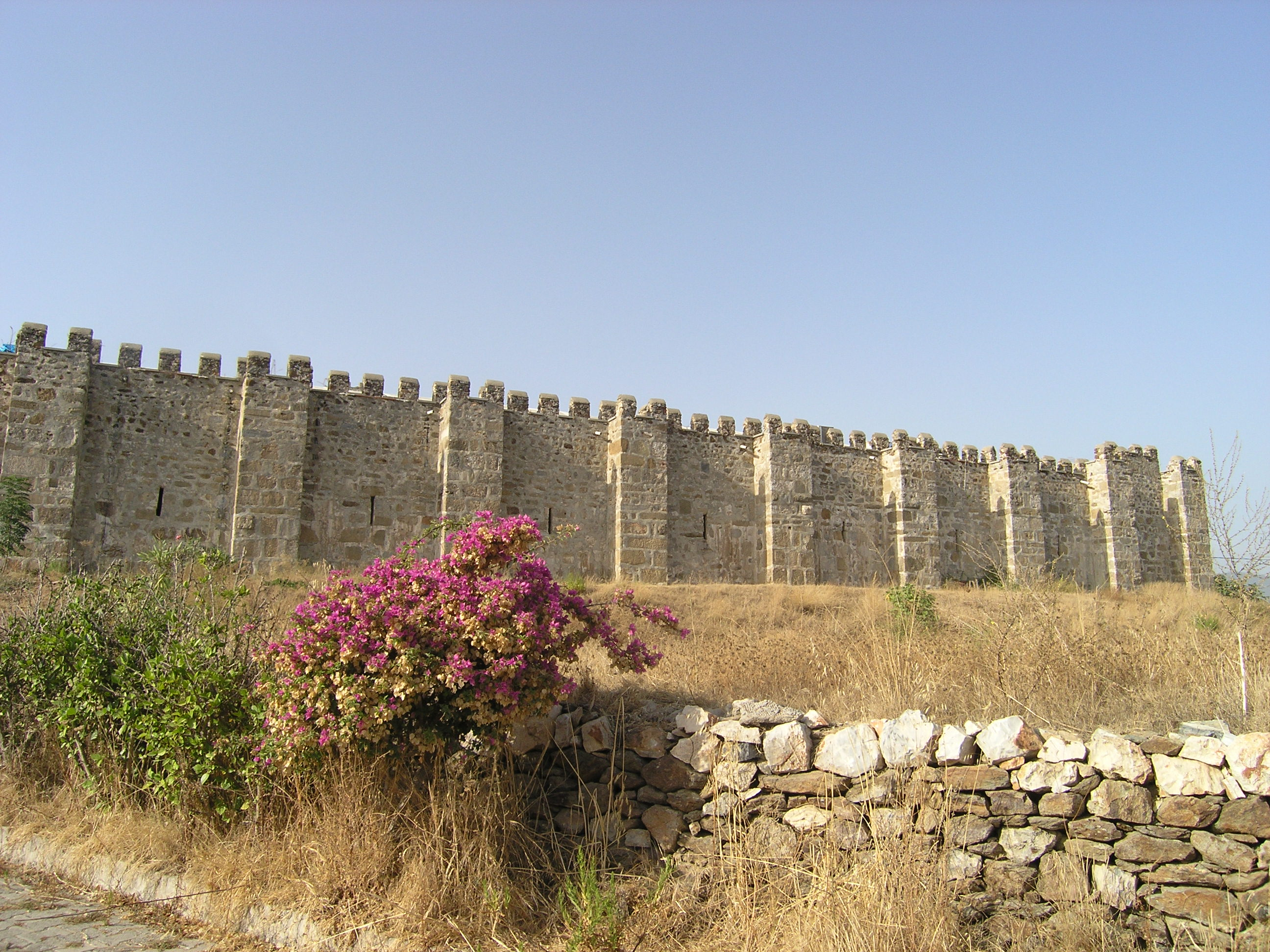
Ansicht der Südseite

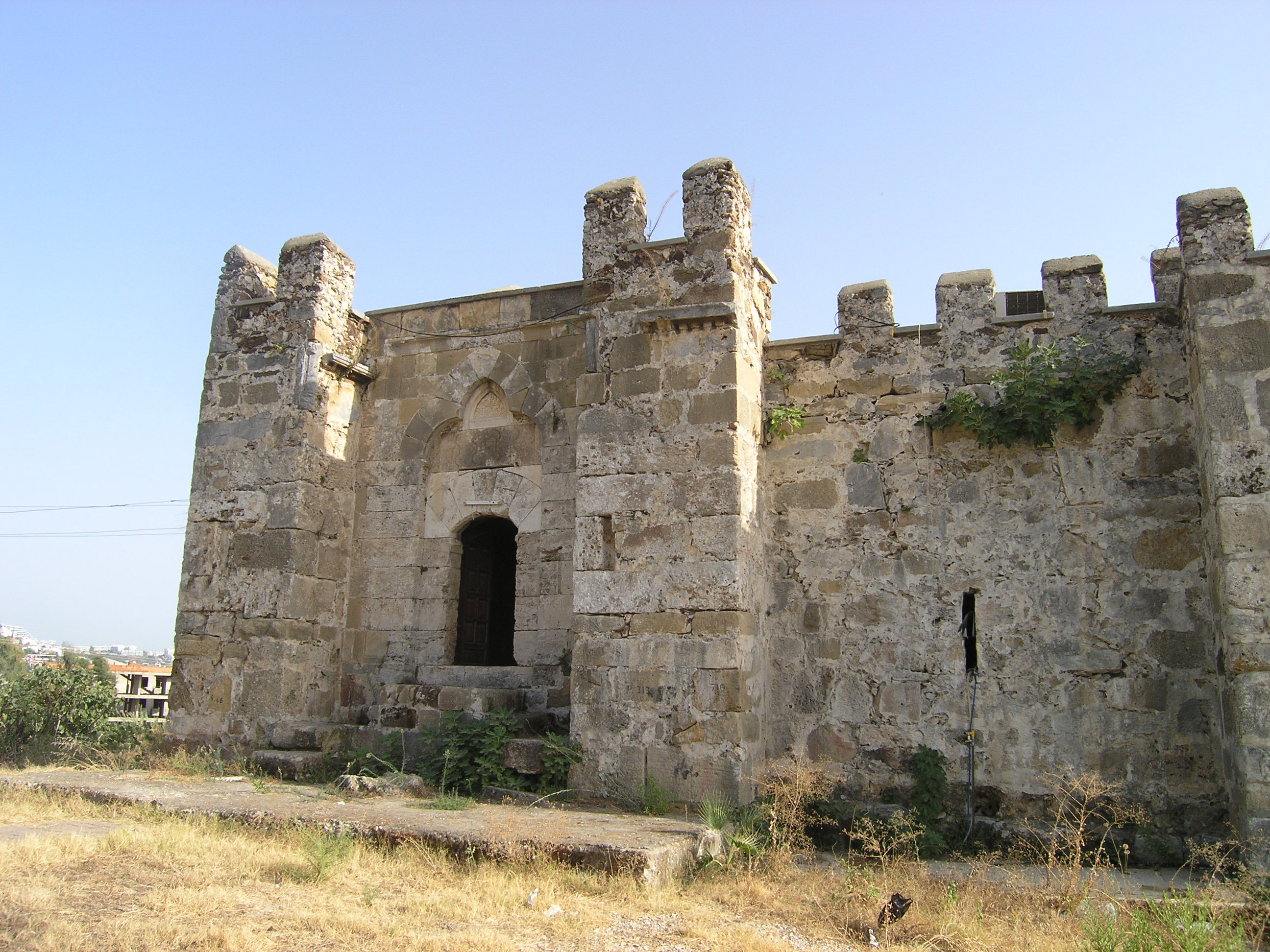
Eingang zur Moschee im Nordosten

Der Şarapsa Han, in richtiger Schreibweise wohl Şerafza Hanı (auch Serapsu Hanı, oder Sarafsa Hanı) ist eine Karawanserei (türkisch Han) an der Südküste der Türkei. Das Bauwerk gehört zu den seldschukischen Karawanenstationen der Kesikbeli-Karawanenroute des 13. Jahrhunderts zwischen dem Zentrum der Rum-Seldschuken in Zentralanatolien, Konya, und den Hafenstädten Alanya und Antalya am Mittelmeer. Bereits nördlich des Kargı Hanı am Kreuzungspunkt „At izi“ teilte sich die seldschukische Kesik-Beli-Karawanenroute in einen westlichen und einen östlichen Zweig. Der Şerafza Hanı liegt am östlichen Ast der Route, der parallel zur Küste des Mittelmeeres in Richtung auf Alanya verläuft. Er wurde um das Jahr 1237/8 im Auftrag des Seldschuken-Sultans Ghiyath ad-Din Kai-Chusrau II. errichtet.

## Lage
Der Şarapsa Hanı war die erste Station auf der Route durch das Taurusgebirge, die Koracesium (Alanya) mit Pamphylien im Nordwesten und Lykaonien im Norden verbindet, etwa 15 km westlich der Stadt Alanya.
Die Karawanserei wurde auf einem leichten Hügel neben der Staatsstraße D400 Alanya-Antalya mit Blick auf das Mittelmeer bei der heutigen Stadt Konaklı (Kreis Alanya) errichtet. Der in Ost-West-Richtung orientierte Bau liegt wenige Meter nördlich der Küstenstraße von Alanya nach Antalya bei der Kleinstadt Konakli in einer Höhe von nur 7 m. Er wird in diversen Veröffentlichungen als "Şarapsa Hanı", "Sarabsa Hanı" bezeichnet, ist heute aber im Volksmund auch als „Serapsu Hanı“ bekannt. Die Einheimischen vor Ort sprechen von der Şerafza Karawanserei im Allgemeinen in der korrumpierten Form als Şarapsa Han. Tunç und Içaydın nennen die Karawanserei korrekterweise Şerefza Han.

## Funktion
Der Han diente als Raststation für Karawanen auf ihrem Weg von Alanya nach Konya. Angesichts der schmalen und langgestreckten Bauweise ist – anders als beim ca. 26 km (Wegstrecke) entfernten Alara Han – davon auszugehen, dass die Tragtiere (Pferde, Maultiere, Esel) den Bau nicht betreten sollten; sie und einige Wächter lagerten wahrscheinlich unter freiem Himmel, während die abgeladenen Waren und die Karawanenführer im Innern des Gebäudes Platz fanden. Ein kleiner abgetrennter Raum diente als Gebetsraum.

## Architektur und Baubeschreibung

### Han
Nach Einschätzung von Tunç und Içaydın hat der Şerefza Han eine ganz besondere Form in der Art eines Gewölbetunnels mit einer Breite von 11,50 m und einer Länge von 71 m. Das Innere wird von einem ca. 9 m breiten Tonnengewölbe überspannt. Der Komplex bedeckt folglich eine Grundfläche von nur 840 m². Laut Inschrift wurde er zwischen 1236 und 1245 (634–643) von Gıyasüddin II. Keyhüsrev, Sohn von Alaeddin I. Kaykubad, erbaut. Der Hauptbau der Karawanserei mit ihren Stütztürmen und Zinnen erinnern an Burgmauern. Beim Blick auf das Gebäude von Norden liegt die Tür in der Mitte des Hauptgebäudes. Der Bau besteht aus einem geschlossenen Ost-West gerichteten Gebäudetrakt, der von einem durchgehenden Spitztonnengewölbe überdeckt als ein einziger rechteckiger Raum konzipiert wurde. Die historische Unterkunft, die heute als Restaurant genutzt wird, ist ein durchgehender Raum, der von einem einzigen Spitztonnengewölbe bedeckt ist, das von regelmäßigen, sich gegenüberliegenden Bögen aus geglättetem Steinmauerwerk getragen wird, wobei an den Längsseiten in regelmäßigen Abständen Strebepfeiler angeordnet sind. Die Nord- und Südfassaden des Gebäudes werden gleichmäßig verteilt von rechteckigen Prismenpfeilern getragen, die bis zum Dach reichen. In der Mitte der Ost- und Westfassade befinden sich hervorstehende dreieckige Strebepfeiler in Form von Spornen.
Die historische Unterkunft, die heute als Restaurant genutzt wird, ist somit ein durchgehender Raum, der von einem einzigen Spitztonnengewölbe bedeckt ist, das von regelmäßigen, sich gegenüberliegenden Bögen aus geglättetem Steinmauerwerk getragen wird, wobei an den Längsseiten in regelmäßigen Abständen Strebepfeiler angeordnet sind. Leider wurde das Gebäude aufgrund der Reparaturen und neuen Funktion stark verändert. So öffnen sich quadratische Oberlichter in regelmäßigen Abständen auf der Rückseite des Gewölbes, um den Innenraum zu erhellen. Sie können nicht als Original angesehen werden. In den Beschreibungen von Konyalı und Lloyd gibt es keinen Hinweis auf ihre Existenz. Im Plan von Erdmann, der 1952, 1954 und 1955 am Gebäude arbeitete, fällt auf, dass die Oberlichter entweder nicht berücksichtigt wurden oder seit den 1950er Jahren eingebaut wurden. Der Han wurde viele Jahre lang als Scheune genutzt. Bei Restaurierungen seit 1969 (zuletzt 1992) wurden allerdings Änderungen an ursprünglichen Bauelementen vorgenommen, um den Bau für seine neue Funktion als Nachtclub "Ali Han Kervansaray" anzupassen.
Die zum Bau verwendeten Steine sind exakt behauen; die Dachtraufe ist von einem Zinnenkranz umschlossen. Die Längsseiten sind durch turmartige Vorsprünge stabilisiert, die auch Verteidigungszwecken dienen konnten. in der Südwand befinden sich kleine Fensterschlitze. Auf Dachebene platziert und am oberen Rand das Gebäude als Brüstung umschließend, bilden die Vorsprünge eine beeindruckende Fassade, die von außen wie ein Schloss wirkt. Diese schlecht restaurierten Vorsprünge sind heute allerdings eine hässliche Betonmasse. In der Mitte der Nordfassade des Hans ragt das Portal als prismaartige Masse aus geschnitztem Steingeflecht aus der Fassade heraus, mit profilierten Leisten an jeder Seite, die am Bogenfuß in Form einer Bank enden. Der Bogen des Portals hat ein halbkreisförmiges Profil und verjüngt sich zur Innenseite. An den unteren Ecken befinden sich kleine Trompen mit Rundbögen auf profilierten Konsolen. Auf einer weißen Marmorplatte mit Spitzbogen steht in einer Nische in der Mitte der Höhlung eine fünfzeilige arabische Bauinschrift (übersetzt): "Der oberste Sultan, der große Shahinshah, der Schatten Allahs in der Welt, der Helfer des Glaubens und der Welt, Vater der Eroberungen, Keykubads Sohn Keyhüsrev….", wobei die letzte Zeile gelöscht wurde. Der eigentliche Erbauer wird in der Inschrift somit nicht genannt. Vermutlich aber wurde das Bauwerk um das Jahr 1237/8 im Auftrag des Seldschuken-Sultans Ghiyath ad-Din Kai-Chusrau II errichtet. Andererseits leitet sich der ungewöhnliche Name Şarapsa von der Bezeichnung Şarapsas ab, dem Hüter des Weinkellers des Sultans (Şaraphane Sultanı) im Sultanspalastes, damals Emir Esededdin Ayaz, der der Legende nach 1238 von seiner Position entlassen und hingerichtet wurde, weil er in eine Verschwörung gegen die Seldschuken-Dynastie verwickelt war. Sein Name könnte in der letzten Zeile der Inschrift gelöscht worden sein. Ende der 1960er Jahre erfolgte eine Reparatur des Baus, der zuvor als Zementlager für den Straßenbau genutzt wurde.

### Moschee
Da die Karawanserei im Gegensatz zu anderen Hanen keinen Innenhof hat, befindet sich die Masjid (kleine Moschee) links von der Eingangstür am östlichsten Ende der Anlage. Sie bildet den östlichen Abschluss des Gesamtbauwerks. Ihr erhöht liegendes Portal wird von einem Dreipassbogen überhöht. Sie ist mit einem Nord-Süd verlaufenden Spitztonnengewölbe bedeckt, durch eine Mauer vom Hauptraum isoliert und wird von außen durch die höheren Korpuswände betont. Die Mihrab-Nische im Innern ist nach Süden ausgerichtet. Betreten wird die Moschee durch eine niedrige Tür zwischen zwei Strebepfeilern an der Nordfassade. Die über drei Stufen erreichbare Tür ist von einem dreigliedrigen Bogen umschlossen, der von außen eine Nische bildet. Eine schmale Leiste mit schlichtem konkaven Profil umschließt den gesamten Türaufbau von den Seiten und von oben. Der etwa 4,50 × 9,00 m große Innenraum ist mit einem spitzen Tonnengewölbe bedeckt, das in der Mitte von innen von einem Steingeflechtbogen getragen wird, der auf profilierten Konsolen ruht. In der Mitte der Südwand des Raumes befindet sich ein Mihrab aus behauenem Stein in Form einer einfachen fünfseitigen Nische innerhalb der Wand.

### Turmruine
Nur wenige Meter westlich des Gasthauses stehen die Reste eines weiteren Gebäudes. Ursprünglicher Zustand und Funktion des rechteckigen Baus mit nur einem Raum und Spitztonnengewölbe ist umstritten. Riefstahl vermerkte, das Gebäude funktioniere als quadratisch geplanter Wachturm, um das Meer zu beobachten und vielleicht auch zu signalisieren. Konyalı war ähnlicher Meinung; ihm zufolge handelte es sich bei dem Gebäude um ein Minarett, das einem Turm ähnelte, von dem aus sowohl der Gebetsruf rezitiert als auch das Meer beobachtet wurde. Erdmann wiederholte seine frühere Idee eines Wachturms für das fragliche Gebäude mit drei Stockwerken, bei dem leider die Verbindungstreppe zwischen den Stockwerken nicht mehr vorhanden ist. Yavuz stimmte diesen Ansichten zu und stellte fest: "... es ist sicher, dass dieser Turm ein Wachturm ist und sich in einer geeigneten Position befindet, um das Meer zu sehen"; …… " über eine Leiter innerhalb der Wandstärke zu erreichen" war. Auf einer Fotografie aus dem Jahr 1926 vor dem Abriss ist zu erkennen, dass es als „mehrstöckiger“ turmartiger Einzelbau getrennt vom Gasthof errichtet wurde.